# Elizabeth Mansfield
Elizabeth Mansfield (...) è un'attrice, cantante e produttrice teatrale inglese.
Ha studiato all'Elmhurst Ballet School, alla Guildhall School of Music and Drama e al City of Leeds College of Music. 
Ha recitato in diversi musical a Londra, tra cui Piaf (1992), Flora: The Red Manace (1994) e Marie (1996), per cui è stata candidata al Laurence Olivier Award alla migliore attrice in un musical.

## Filmografia

### Cinema
- La scarpetta e la rosa (The Slipper and the Rose - The Story of Cinderella), regia di Bryan Forbes (1976)

### Televisione
- Casualty - serie TV, 2 episodi (1992-1996)
- Coronation Street - serie TV, 1 episodio (2000)
- Heartbeat - serie TV, 1 episodio (2006)
- Valle di luna - serie TV, 1 episodio (2010)